# Matthäus Binder

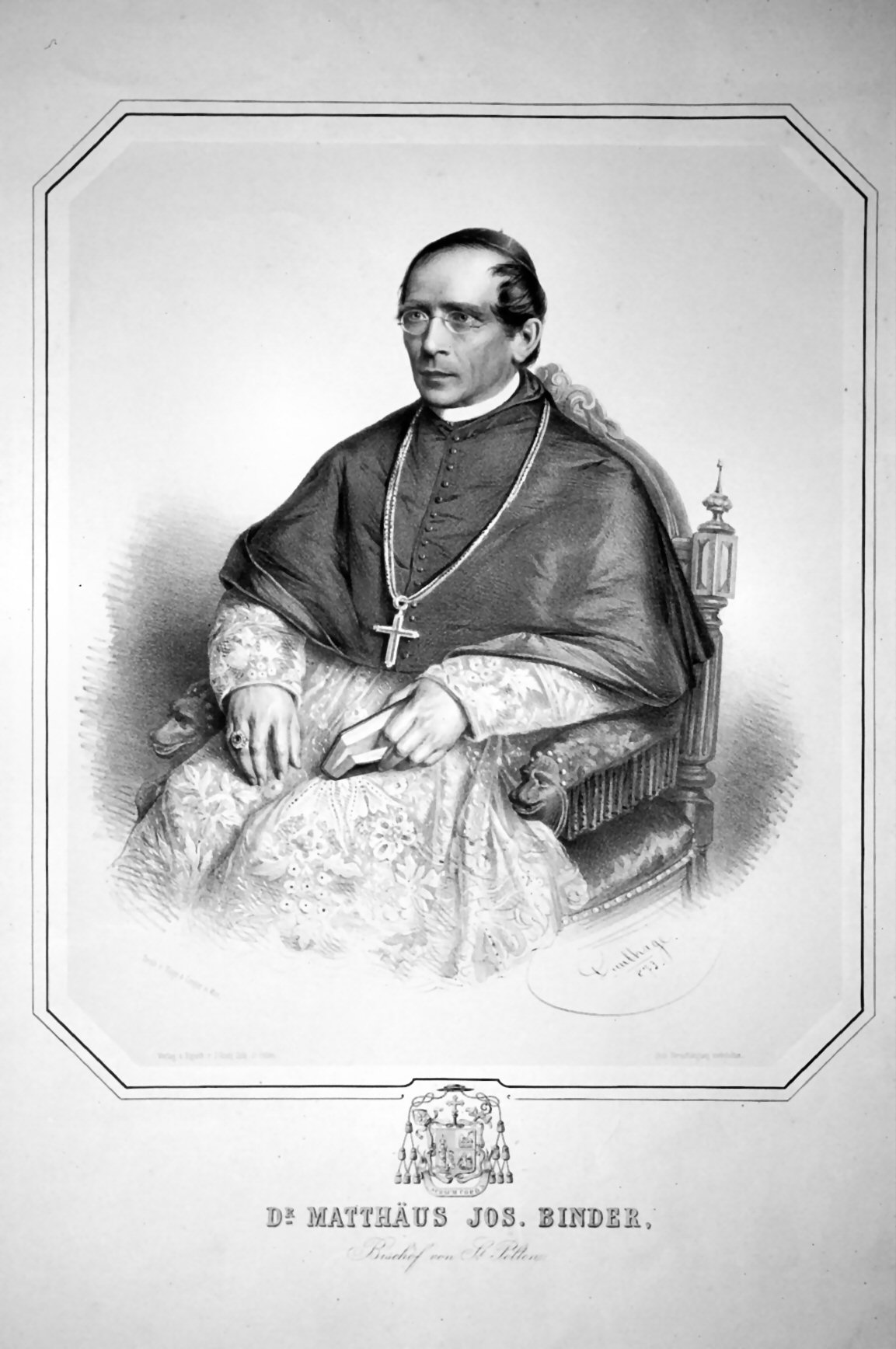
Bischof Matthäus Josef Binder (Lithographie 1873)

Matthäus Josef Binder (* 19. August 1822 in Maria Laach am Jauerling; † 14. August 1893) war Bischof der österreichischen Diözese St. Pölten.

## Leben
Matthäus Binder absolvierte seine Studien am Stiftsgymnasium Melk und in Krems. Danach studierte er am Lyzeum in Krems und an der Diözesanbildungsanstalt St. Pölten. Am 23. Juli 1846 empfing Binder die Priesterweihe. Von 1861 bis 1867 war er Leiter des St. Pöltner Priesterseminars und Dompfarrer. 
Mit seiner Wahl zum Bischof von St. Pölten am 7. Oktober 1872 und der päpstlichen Bestätigung am 23. Dezember desselben Jahres gelangte erstmals ein Priester aus dem eigenen Klerus auf den Bischofsstuhl von St. Pölten. Die Bischofsweihe empfing Binder am 9. Februar 1873 durch den Wiener Weihbischof Johann Rudolf Kutschker. Mitkonsekratoren waren der Bischof von Linz, Franz Joseph Rudigier, und der österreichische Militärbischof Dominik Mayer.
Bischof Binder sah sich vor allem als Seelsorger und war im Gegensatz zu seinem Vorgänger Joseph Feßler an politischen Vorgängen nicht interessiert. Während seiner Amtszeit feierte die Diözese St. Pölten 1885 ihr 100-jähriges Bestehen.
Bischof Binder taufte am 19. August 1887 den späteren Kaiser Karl I. von Österreich.
Binder verstarb 1893 kurz vor seinem 72. Geburtstag. 

## Werke
- Praktisches Handbuch des katholischen Eherechtes: Für Seelsorger im Kaiserthume Oesterreich. 1891.